# Ece Çeşmioğlu
Ece Çeşmioğlu (Istanbul, 26 novembre 1990) è un'attrice turca.

## Biografia
Nata da una famiglia originaria di Istanbul (Turchia) e Jugoslavia, Ece Çeşmioğlu nel 2002, all'età di dodici anni, ha iniziato la sua carriera di recitazione dopo aver ottenuto un ruolo nella serie televisiva Çocuk Duymasın. Dal 2006 al 2008 è stata scelta per interpretare il ruolo di Ceren Karaman nella serie İki Aile e nello stesso periodo ha preso parte a diversi spot pubblicitari. Nel 2010 ha fatto il suo debutto al cinema nel film Ev diretto da Caner e Alper Özyurtlu. Nel 2011 e nel 2012 ha interpretato il ruolo della protagonista Bahar nella serie Firar.
Nel 2012 e nel 2013 ha fatto parte del cast della serie Öyle Bir Geçer Zaman ki, nel ruolo di Ayça. Dopo aver completato l'istruzione primaria e secondaria, ha deciso di iscriversi presso il dipartimento teatrale del conservatorio statale dell'Università di Belle Arti Mimar Sinan, dove nel 2015, una volta completati gli studi, ha conseguito la laurea. Nello stesso anno ha ricoperto il ruolo di Yaz nella serie Yaz'ın Öyküsü, seguita nel 2016 e nel 2017 dal ruolo di Sevda Günsoy nella serie Kalbim Yangın Yeri e dal ruolo di Atike Sultan nella serie storica Il secolo magnifico: Kösem (Muhteşem Yüzyıl Kösem).
Dopo aver recitato nelle serie Yüz Yüze con il ruolo di Zeynep (2017) e Yuvamdaki Düşman con il ruolo di Ceren (2018), nel 2018 e nel 2019 ha ottenuto il ruolo di Melisa Yılmaz nella serie Söz. Nel 2020 ha interpretato il ruolo di İrem nella serie Tutunamayanlar e quello di Alina nel film Türkler Geliyor: Adaletin Kılıcı diretto da Kamil Aydın. L'anno successivo, nel 2021, ha vestito i panni di Aslı nel film di Netflix L'estate passata (Geçen Yaz) diretto da Ozan Açiktan e quello di Sonay nel film Bembeyaz diretto da Necip Çağhan Özdemir. Nel 2022 ha fatto parte del cast della serie Yakamoz S-245, nel ruolo di Yonca e di quello del film Mukavemet diretto da Soner Caner, nel ruolo di Ecem.

## Vita privata
Il 29 giugno 2021 è convolata a nozze con il collega Taner Ölmez, dal quale ha avuto una figlia, Zeynep, nata il 24 marzo 2022 e un figlio, Hazar, nato il 14 marzo 2024.

## Filmografia

### Cinema
- Ev, regia di Caner e Alper Özyurtlu (2010)
- Kuş, regia di Coşkun Irmak (2015)
- Türkler Geliyor: Adaletin Kılıcı, regia di Kamil Aydın (2020)
- L'estate passata (Geçen Yaz), regia di Ozan Açiktan (2021)
- Bembeyaz, regia di Necip Çağhan Özdemir (2021)
- Mukavemet, regia di Soner Caner (2022)

### Televisione
- Çocuklar Duymasın – serie TV, 4 episodi (ATV, 2002)
- Çocuğun Var Derdin Var – serie TV (TGRT, 2002)
- El Bebek Gül Bebek – serie TV (TGRT, 2005)
- Nehir – serie TV, 4 episodi (Kanal D, 2005)
- Gümüş – serie TV (Kanal D, 2005)
- İki Aile – serie TV, 87 episodi (Star TV, 2006-2008)
- Eyvah Halam – serie TV, 5 episodi (Star TV, 2008)
- Firar – serie TV, 35 episodi (Star TV, 2011-2012)
- Öyle Bir Geçer Zaman ki – serie TV, 41 episodi (Kanal D, 2012-2013)
- Yaz'ın Öyküsü – serie TV, 13 episodi (Kanal D, 2015)
- Kalbim Yangın Yeri – serie TV (Fox, 2016-2017)
- Il secolo magnifico: Kösem (Muhteşem Yüzyıl Kösem) – serie TV, 30 episodi (Fox, 2016-2017)
- Yüz Yüze – serie TV, 2 episodi (Show TV, 2017)
- Yuvamdaki Düşman – serie TV, 6 episodi (Show TV, 2018)
- Söz – serie TV, 34 episodi (Star TV, 2018-2019)
- Tutunamayanlar – serie TV, 19 episodi (TRT 1, 2020)
- Yakamoz S-245 – serie TV, 6 episodi (Netflix, 2022)

### Cortometraggi
- Başlangıçi, regia di Yiğit Evgar (2011)

## Teatro
- Dogville, presso il teatro Versus (2018)
- Cyrano, presso il teatro DasDas (2023)

## Doppiatrici italiane
Nelle versioni in italiano dei suoi film e delle sue serie TV, Ece Çeşmioğlu è stata doppiata da:
- Giulia Franceschetti[30] ne L'estate passata[31]
- Elena Liberati[32] in Yakamoz S-245[33]

## Riconoscimenti
- Festival Internazionale del cinema di Izmir
  - 2022: Candidata come Miglior attrice per il film Türkler Geliyor: Adaletin Kılıcı
  - 2022: Candidata come Miglior attrice in un film su piattaforma digitale per L'estate passata (Geçen Yaz)
- Festival Internazionale del cinema di Malatya
  - 2021: Vincitrice come Miglior attrice per il film Bembeyaz
- Premio lavoro e successo
  - 2019: Candidata come Attrice promettente per lo spettacolo teatrale Dogville
- Premio superiore del teatro Akmen
  - 2019: Vincitrice come Attrice più promettente dell'anno per lo spettacolo teatrale Dogville
- Premio teatrale İsmet Küntay
  - 2019: Vincitrice come Giovane attrice di maggior successo dell'anno per lo spettacolo teatrale Dogville